# Jupiaba pirana
Jupiaba pirana är en fiskart som beskrevs av Zanata, 1997. Jupiaba pirana ingår i släktet Jupiaba och familjen Characidae. Inga underarter finns listade i Catalogue of Life.